# Liste de musées en Croatie
Pour les autres articles nationaux ou selon les autres juridictions, voir Liste des musées par pays.

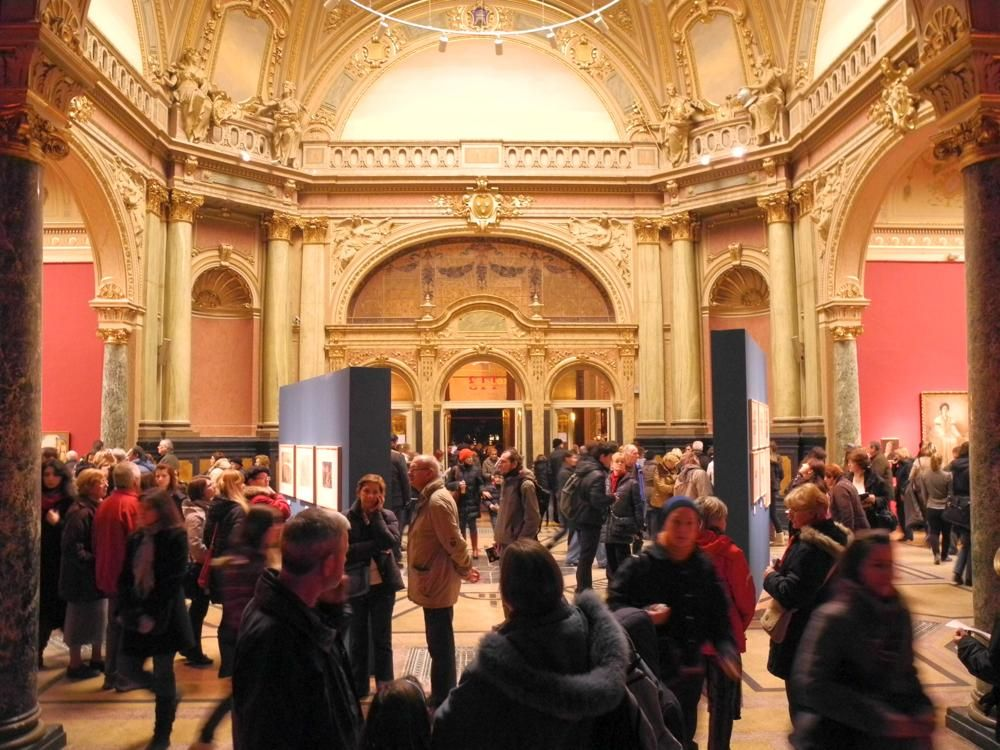
La Nuit des musées 2012 au pavillon des arts à Zagreb.

Cet article présente une liste non exhaustive de musées en Croatie, classés par région, comitat, municipalité ou ville.

## Dalmatie
Du nord au sud :

### Comitat de Lika-Senj
- Gospić : musée de la région Lika, mémorial Nikola Tesla
- Senj : musée municipal

### Zadaretcomitat de Zadar
- Musée archéologique de Zadar (hr) (AMZ)
- Musée de la région de Zadar
- Musée du verre antique

### Comitat de Šibenik-Knin
- Drniš : Musée municipal
- Ružić : Musée Ivan-Meštrović
- Šibenik : Musée municipal
- Skradin : Musée municipal
- Vodice : Aquarium et musée de la tradition maritime

### Splitetcomitat de Split-Dalmatie

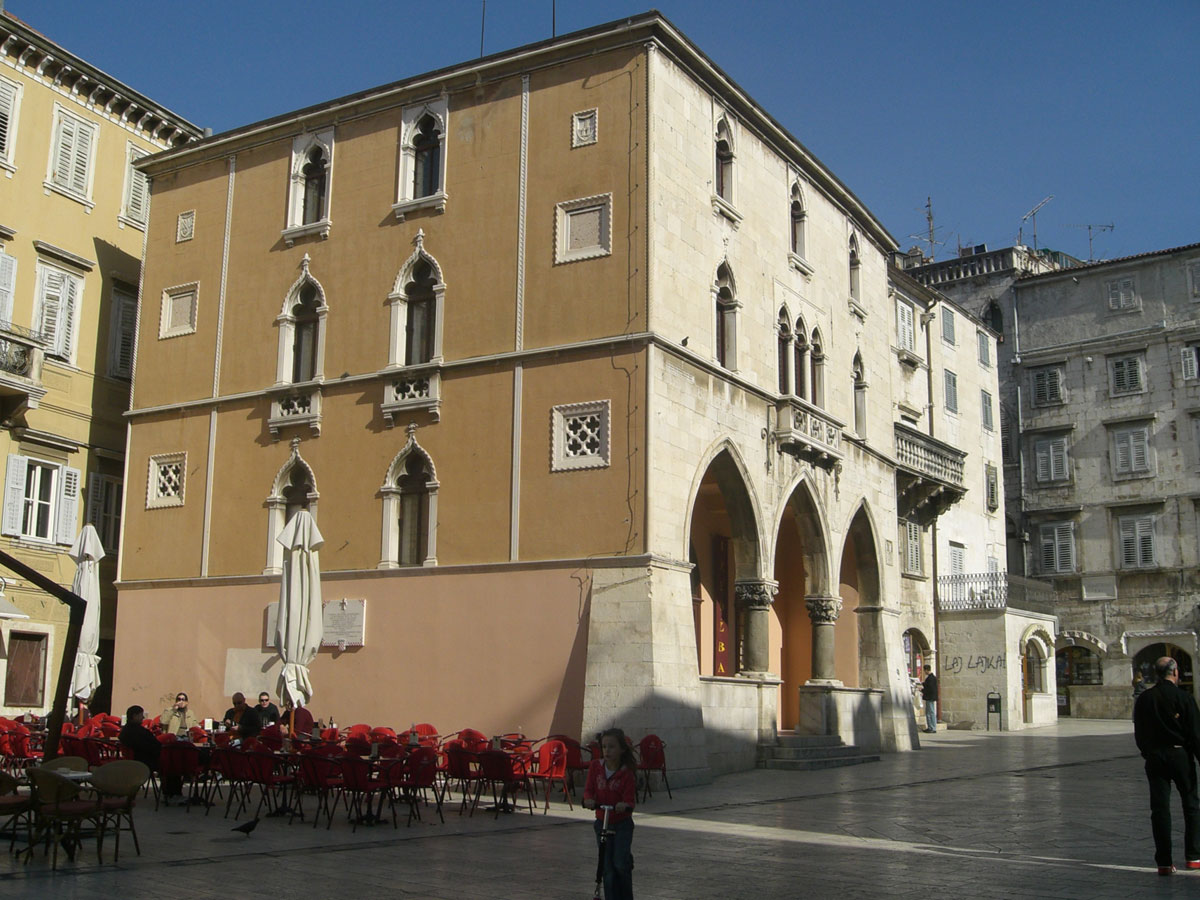
Le musée ethnographique de Split

- Galerie des beaux-arts de Split (en)
- Galerie Meštrović (en) de Split
- Galerie Ivan-Meštrović de Split
- Musée archéologique de Split (hr) (AMS, nord-ouest)
- Musée ethnographique de Split (hr) (EMS)
- Musée des monuments archéologiques croates (en) (MHSA)
- Musée de la ville de Split (MGST), Muzej grada
- Galerie Emanuel Vidović Emanuel Vidović (en), (1870–1953), sculpteur croate élève de Rodin (nord-ouest)
- Galerie Umjetnina de Split
- Musée maritime croate de Split (HPMS)
- Musée des sciences naturelles de Split
- Musée du sport de Split
- Autres 
  - Jelsa (île de Hvar) : Musée municipal
  - Komiža (île de Vis) : Galerie Boris Mardešić
  - Narona : Musée archéologique de Narona (AMN)
  - Omiš : Musée municipal
  - Sinj : Musée régional de la Cetinska-Krajina (de)
  - Stari Grad : Musée municipal
  - Trogir : Musée municipal

### Dubrovnik(Raguse) etcomitat de Dubrovnik-Neretva
- Synagogue de Dubrovnik à Dubrovnik
- Metković (Dubrovnik-Neretva) : Musée des sciences naturelles

## Istrie & Kvarner, comitatsd'Istrieetde Primorje-Gorski Kotar
- Cres : Musée de Cres, cloître-musée de saint Franjo, musée de l'élevage de moutons
- Crikvenica : Musée municipal
- Kastav : Musée régional
- Krk (île) : Musée Baška
- Mali Lošinj : Musée de l'Apoxyomenos
- Opatija : Musée du tourisme
- Pazin : Musée ethnographique d'Istrie, Collection Juraj Dobrila, Musée municipal
- Pula : Musée archéologique d'Istrie (hr) (AMI), Musée d'art contemporain (MSU), Musée historique et maritime
- Rab (ville) : musée archéologique, lapidarium
- Rijeka : Musée municipal, Musée d'Art moderne et contemporain, musée de sciences naturelles, musée maritime, musée de l'enfance, musée d'informatique et de technologie, etc.
- Rovinj : Musée municipal
- Umag : Musée municipal

## Ville deZagrebetcomitat de Zagreb

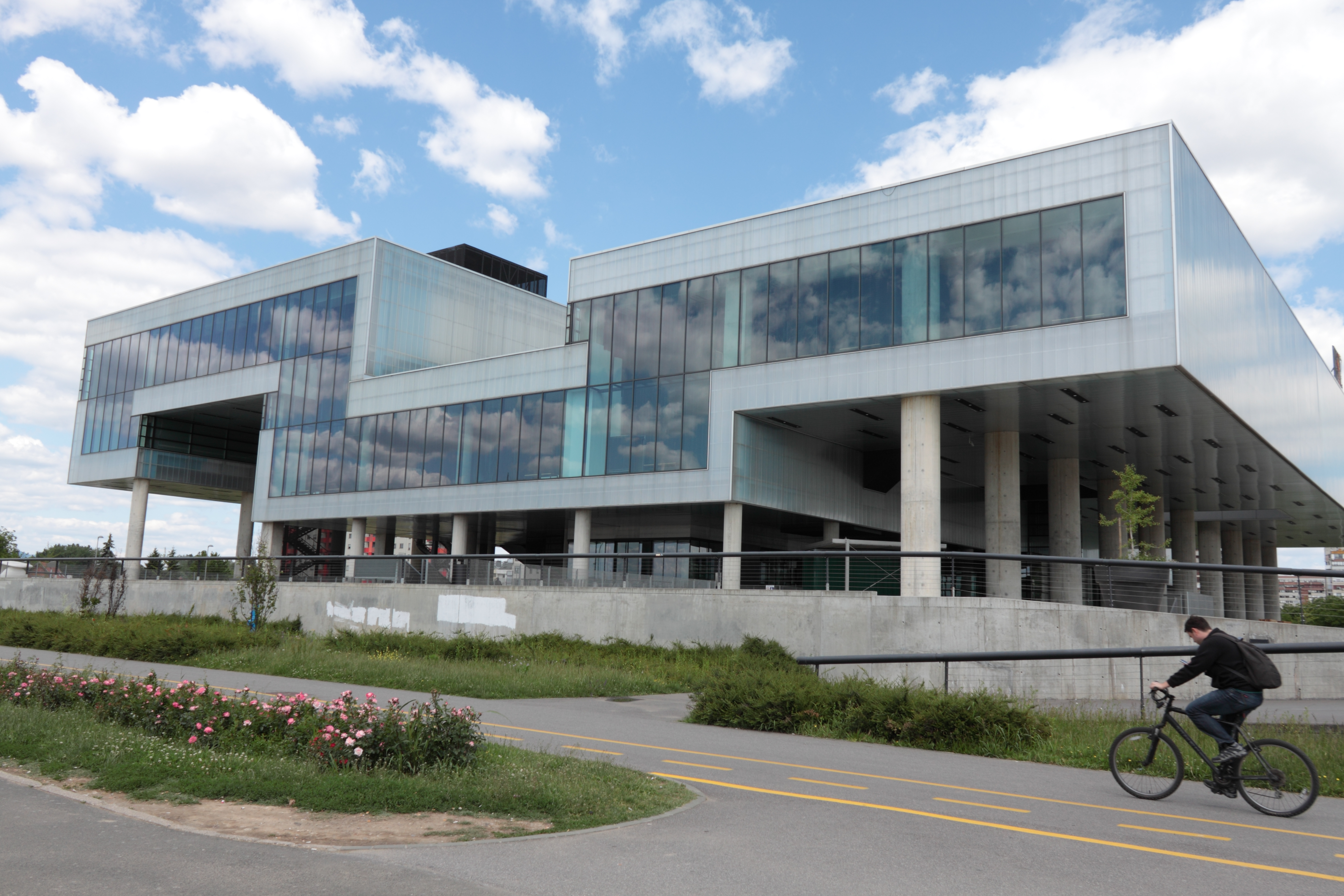
Le musée d'art contemporain de Zagreb

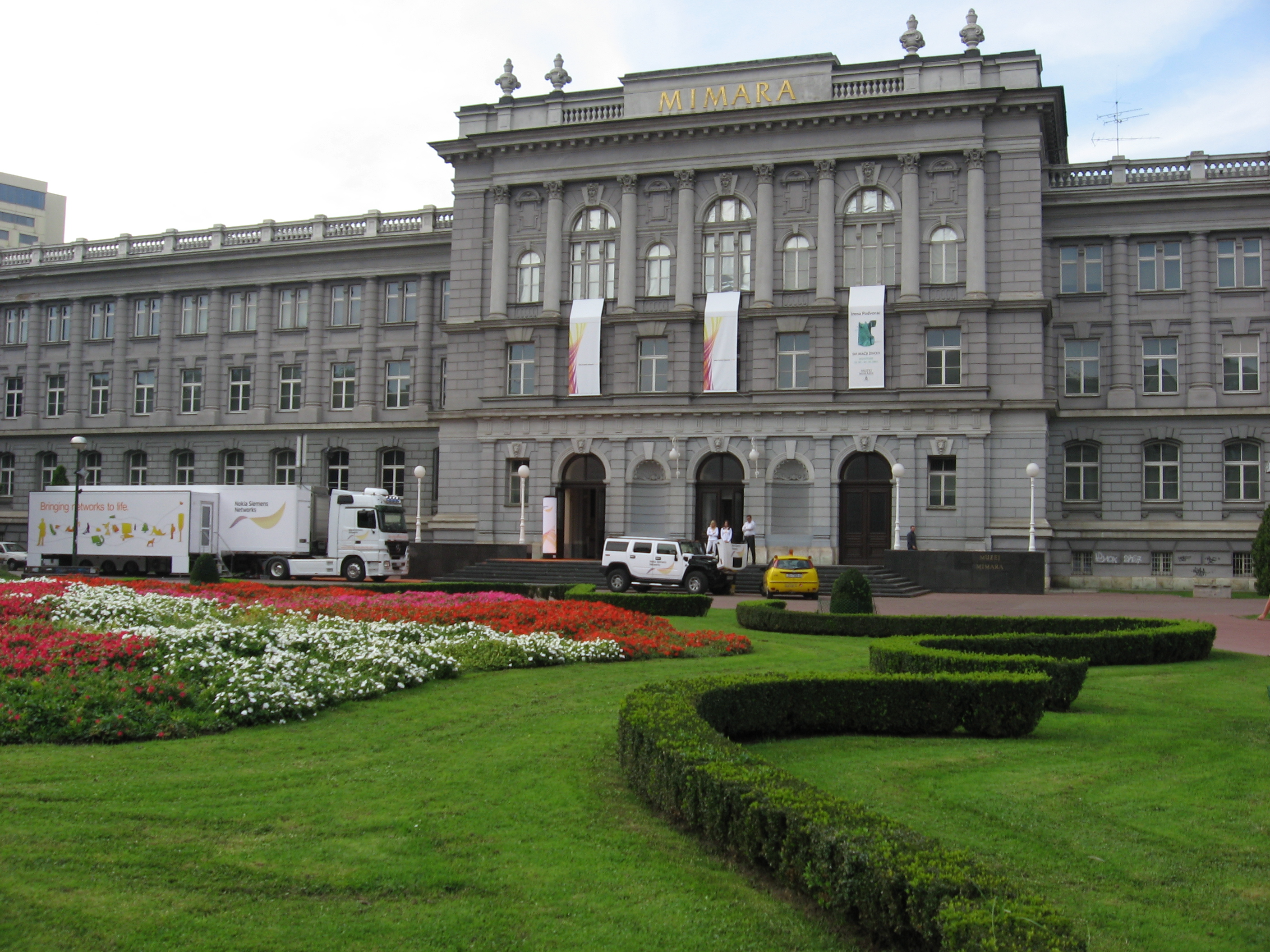
Le musée Mimara

- Galerie Klovićevi dvori (en)
- Galerie moderne (en)
- Musée archéologique de Zagreb (en)
- Musée ethnographique de Zagreb (eo)
- Musée juif
- Musée croate d'Art naïf
- Musée des Serbes de Croatie (en) (fermé en 1963)
- Galerie Klovićevi Dvori (en), galerie d'art de l'enlumineur Giulio Clovio (1498-1578)
- Musée privé Lauba d'art contemporain, Lauba (en)
- Musée Mimara, collection d'art d'Ante et Wiltrud Topić Mimara (collectionneurs et philanthropes)
- Pavillon Meštrović (en), Maison des artistes croates, La Mosquée
- Musée des relations rompues
- Musée d'art contemporain
- Musée des Arts et Métiers de Zagreb (en)
- Musée technique (en)
- Musée technique Nikola Tesla (en)
- Musée ferroviaire croate (en), Musée du train miniature
- Musée automobile Ferdinand Budicki (en)
- Musée de la ville de Zagreb (en)
- Musée des Illusions d'Optique de Zagreb[1],[2]
- Musées et collections de l'Académie croate des sciences et des arts :
  - Cabinet de graphiques ;
  - Collection Maksimilijan Vanka ;
  - Galerie Strossmayer des maîtres anciens ;
  - Glyptothèque de Zagreb (en) ;
  - Musée croate d'architecture.
- Pavillon des arts de Zagreb
- Pavillon Meštrović (en)
- Musées des champignons, du cannabis, du chocolat
- Musées de l'école, de la chasse, des sports
- Musée des selfies (et des souvenirs)
- Proches de Zagreb :
  - Samobor, Musée Marton (en) (art, porcelaine, mobilier), Musée de Samobor
  - Velika Gorica : Musée d'histoire naturelle, Turopolje Museum (hr) (1960, dans un bâtiment de 1765)

## Nord: Hrvatsko Zagorje, Krapina, Međimurje, Varaždin
- Comitats de Krapina-Zagorje, de Varaždin, de Međimurje
- Krapina : musée de Néandertal en Krapina (de), Site de l'homme de Néandertal de Krapina (Croatie) sur culture.ec.europa.eu/fr/, Kraneamus, visite du musée Néandertal de Krapina, sur mkn.mhz.hr/en
- Varaždin : musée municipal au Château de Varaždin, thermes romains de Aquae Iasae (en) (à Varaždinske Toplice)
- Donja Voća, Virtualna zagorska hiža (Chalet virtuel Zagorje)
- Château Trakošćan (en)
- Comitat de Međimurje : Čakovec : Château de Čakovec, Musée de Međimurje de Čakovec (en) (au château de Čakovec), Écomusée de Međimurje Malo
- Hrvatsko Zagorje : Musées de Hrvatski Zagorje (hr)
  - Musée ethnographique en plein air de Kumrovec, "Staro Selo Museum" (Zagorje, nord de Zagreb)
  - Musée des révoltes paysannes de Gornja Stubica (hr) (1973), Château Oršić (en)
  - Château de Veliki Tabor à Desinić

## Croatie centrale
- Comitats de Koprivnica-Križevci, de Bjelovar-Bilogora, de Karlovac, de Sisak-Moslavina
- Bjelovar : musée municipal de Bjelovar
- Jasenovac : Camp de concentration de Jasenovac
- Karlovac : musée municipal de Karlovac
  - Château d'Ozalj (en), Ozalj
- Kutina : musée de la région Moslovina
- Koprivnica : musée municipal de Koprivnica
- Sisak : musée municipal, galerie Striegl

## Est: Slavonie, Syrmie
- Comitats de Brod-Posavina, d'Osijek-Baranja, de Požega-Slavonie, de Virovitica-Podravina et de Vukovar-Syrmie

### Osijek

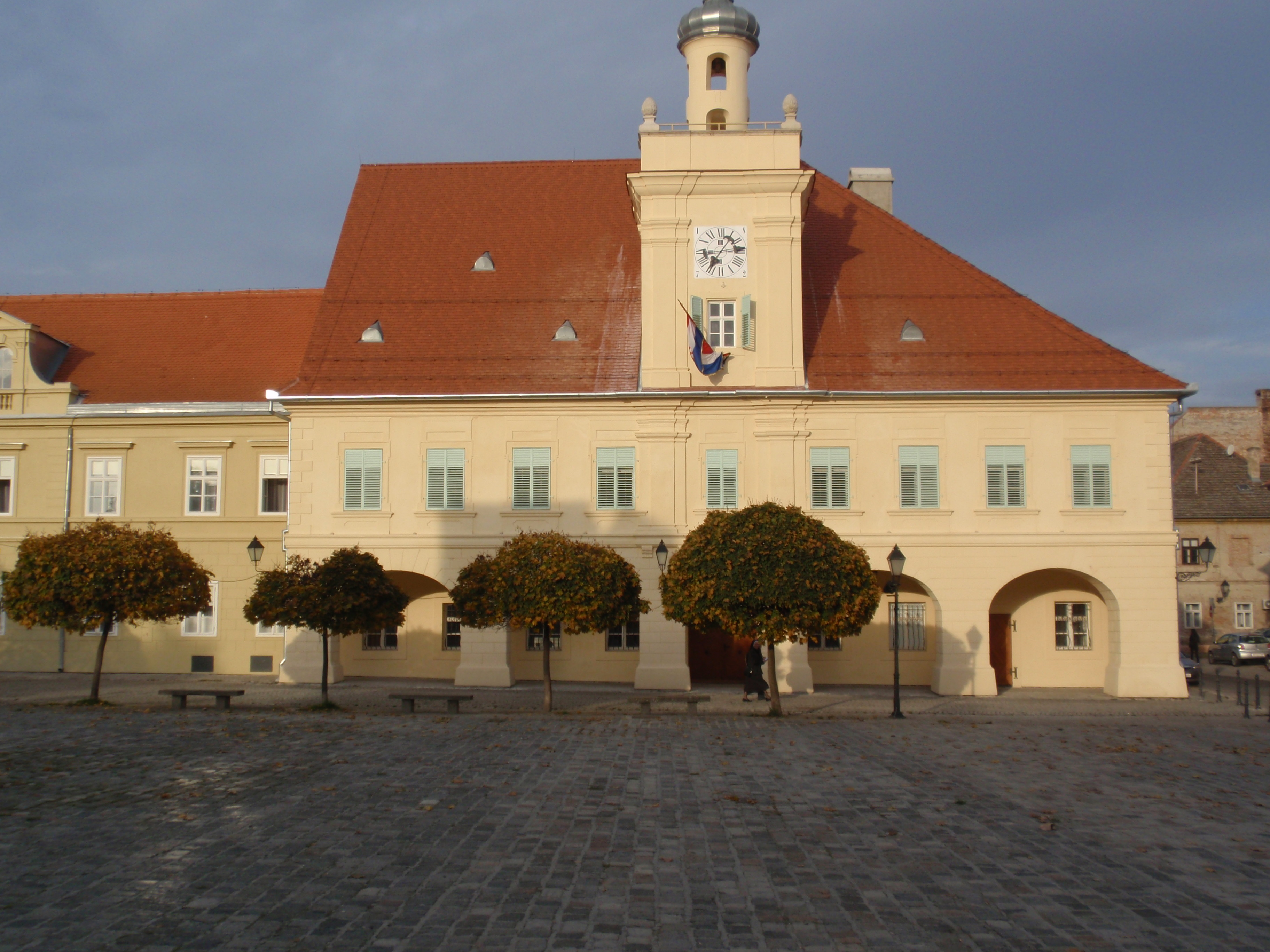
Le musée archéologique d'Osijek

- Galerie municipale d'Osijek
- Galerie des beaux-arts d'Osijek (en)
- Galerie Vernissage (en)
- Galerie Waldinger (en)
- Musée archéologique d'Osijek (AMO)
- Musée de Slavonie (en)

### Vukovar
- Musée municipal de Vukovar, au Manoir Eltz (détruit en 1991, restauré en 2011)
- Musée croate d'art naïf de Vukovar
- Musée de la Culture de Vučedol (en), 2015, Vučedol[3], près de Vukovar

### Autres
- Dalj : Centre culturel et scientifique Milutin Milanković (en), en l'honneur de Milutin Milanković
- Požega : Musée municipal de Požega
- Slavonski Brod : Musée de la région Brod-Posavina
- Virovitica : Musée municipal de Virovitica, Château Pejačević (en)